# 弗里茨·庫恩
弗里茨·庫恩（Fritz Julius Kuhn，1896年5月15日—1951年12月14日）是一名效忠於納粹德國的德裔美國人、納粹分子、反猶太主義者，也是德裔美国人联盟紐約區的領導人。

## 外部連結
- 弗里茨·庫恩在互联网电影资料库（IMDb）上的資料（英文）
- Peel: The Great Brown Scare: The Amerika Deutscher Bund in the Thirties and the Hounding of Fritz Julius Kuhn （页面存档备份，存于）